# Hinoi Team
Hinoi Team (Hinoi チーム, Hinoi Chīmu) foi um girl group de J-pop ativo entre 2005 e 2007. Foi formada pelas garotas Asuka Hinoi (líder), Keika Matsuoka, Hikaru Koyama e Rina Takenaka.

## Discografia

### Álbuns
- Super Euro Party (2006)

### Singles
- Ike Ike (2005)
- King Kong (2005)
- Night of Fire/Play With The Numbers (2005)
- Sticky Tricky and Bang (2006)
- Now and Forever (2006)
- Dancin" & Dreamin" (2007)